# МультFEST
Фестиваль Детского Анимационного Творчества «МультFEST» — первый в России некоммерческий фестиваль, в конкурсной программе которого принимают участие только работы детских анимационных студий. Автор идеи Фестиваля — Михаил Еремеев. Организатор — АНО «Селебрити АРТ»
Первый фестиваль «МультFEST» прошел в Москве, в кинотеатре «Иллюзион» в марте 2012 года. В фестивале приняло участие более 30 детских анимационных студий из Москвы, Санкт-Петербурга, Ярославля, Новосибирска и др.. В числе участников так же было 5 анимационных студий при Детских домах. Мультфильмы-финалисты транслировались на фестивалях и форумах в течение 2012 года.
Второй фестиваль «МультFEST» прошел в 2013 году при поддержке Министерства Культуры Московской области. В фестивале приняли участие уже более 40 детских студий. Мультфильмы победители транслировались на канале «Улыбка ребенка»